# 다리우스 베즐리

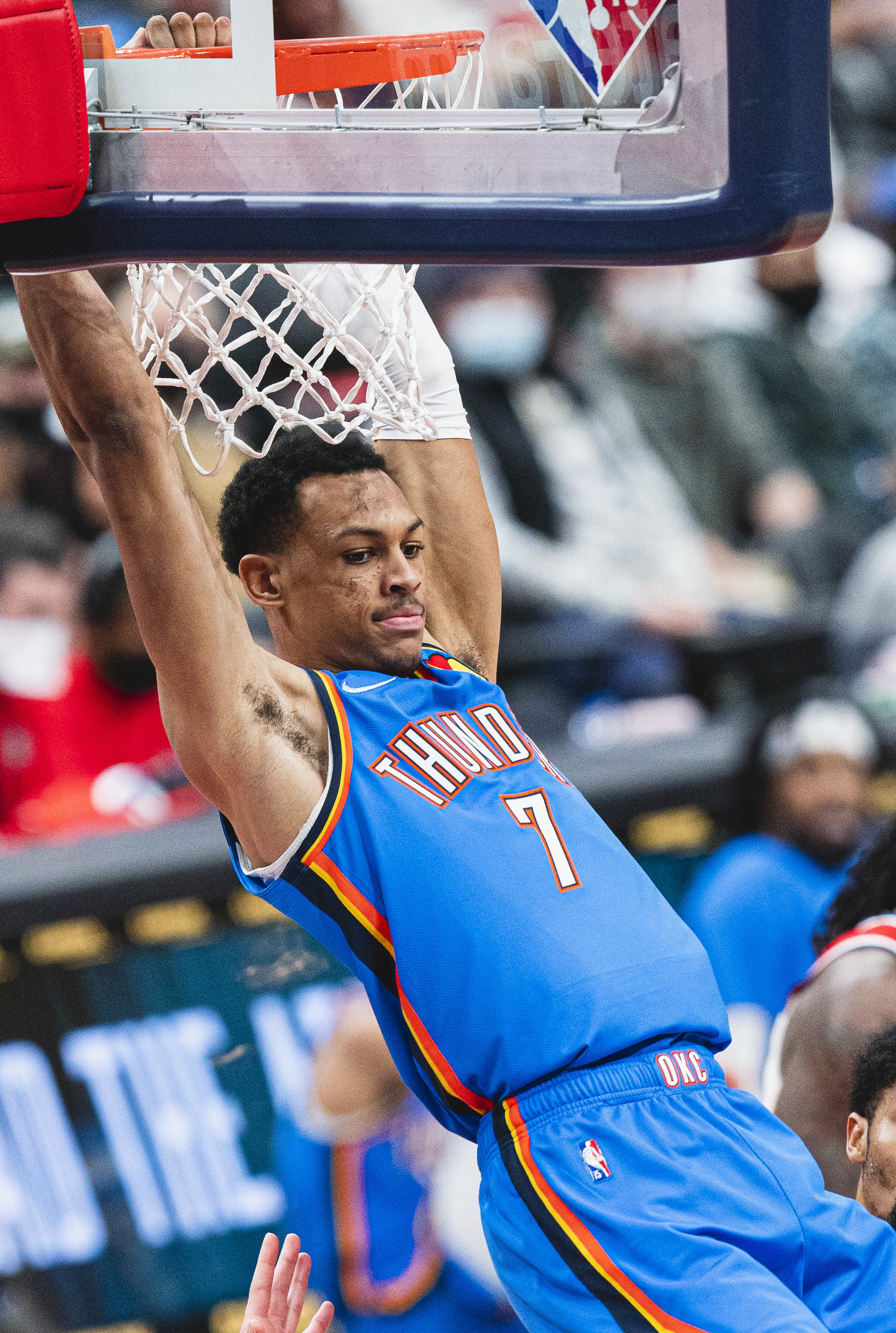

다리우스 베즐리(Darius Bazley, 본명: 다리우스 데나이어 베즐리, Darius Denayr Bazley, 2000년 6월 12일 ~ )는 전미 농구 협회(NBA)의 유타 재즈에서 마지막으로 뛰었던 미국 프로 농구 선수이다. 피니타운 고등학교에서 첫 2년을 보낸 후 오하이오주 샤론빌에 있는 프린스턴 고등학교에 다녔다. 2018년에 맥도널드 올 아메리칸(McDonald's All-American) 영예를 얻었으며 합의된 5성급 신입 선수이자 자신의 주에서 최고의 유망주였다.
베즐리는 처음에는 시러큐스에 전념하고 계약을 맺었지만 나중에 NBA G 리그에 합류할 의도로 대학을 우회하기로 결정했으며 이는 전국적인 관심을 끌었다. 그러나 그는 대신 2019년 NBA 드래프트까지 시즌 내내 뉴발란스의 인턴으로 독립적으로 훈련하기로 결정했다. 드래프트에서 그는 전체 23순위로 유타 재즈에 지명됐고 곧바로 멤피스 그리즐리스로 트레이드된 뒤 오클라호마시티 썬더로 트레이드됐다. 베즐리는 선더(Thunder)에서 4시즌을 보낸 후 2023년 피닉스 선스로 트레이드되었다.

## 프로 경력
2018년 3월 30일, 베즐리는 고등학교에서 바로 NBA G 리그에 합류할 계획으로 대학을 빼먹겠다고 발표했다. 지난 4월 그는 클러치 스포츠 그룹(Klutch Sports Group)의 스포츠 에이전트 리치 폴(Rich Paul)을 고용했다. 바즐리가 이적 전 대학 시절 밑에서 뛸 것으로 예상됐던 시러큐스의 짐 보하임 감독은 "그가 잘 했으면 좋겠다. 하지만 그렇게 될 것 같지는 않다. NBA로 가는 길이 그렇지 않다는 것이 증명될 것 같다"고 답했다. 8월 27일, 베즐리는 G 리그 계획을 완전히 중단하고 대신 시즌 동안 스스로 훈련하기로 결정했다고 발표했다. 10월 25일, 그는 뉴발란스에서 100만 달러 상당의 3개월 인턴십을 시작했다. 인턴십을 마친 후 베즐리는 2019 NBA 드래프트에 참가한 최초의 선수 중 한 명이 되었으며 나중에 2019년 NBA 드래프트 콤바인에 초대된 77명의 전체 유망주 중 한 명으로 선정되었다.